# Sedici regni
I Sedici Regni, o meno comunemente I Sedici Stati, furono un insieme di regni di breve durata fondati in Cina dal 304 al 439, fra la caduta della dinastia Jìn e l'avvento delle Dinastie del Nord e del Sud. 
Tutti i sovrani di questi regni, chiamati sia "re" che "imperatori", appartenevano ad etnie "barbare". I cinesi Han fondarono i quattro regni dello Yan Settentrionali, del Liang Occidentali, dei Liang Posteriori e di Wei. Sei sovrani cinesi dei Liang Posteriori restarono in carica durante la dinastia Jìn. Il regno dei Wei Settentrionali non è considerato fra i Sedici Regni, sebbene anch'esso fosse stato fondato in questo periodo.

## Lista dei Sedici Regni
- Cheng Han (成漢 / 成汉 Chéng Hàn) (304-347) - conquistato dai Jìn orientali
- Han Zhao (漢趙 / 汉赵 Hànzhào) o Zhao Anteriori (304-329) - conquistato dagli Zhao Posteriori
- Zhao Posteriori (後趙 / 后赵 Hòuzhào) (319-351) - conquistato dagli Yan Anteriori
- Liang Anteriori (前涼 / 前凉 Qián Liáng) (314-376) - conquistato dai Qin Anteriori
- Liang Posteriori (後涼 / 后凉 Hòu Liáng) (386-403) - conquistato dai Qin Posteriori
- Liang Occidentali (西涼 / 西凉 Xī Liáng) (400-421) - conquistato dai Liang Settentrionali
- Liang Settentrionali (北涼 / 北凉 Bĕi Liáng) (401-439) - conquistato dagli Wei Settentrionali
- Liang Meridionali (南涼 / 南凉 Nán Liáng) (397-414) - conquistato dai Qin Occidentali
- Qin Anteriori (前秦 Qián Qín) (351-394) - conquistato dai Qin Occidentali
- Qin Posteriori (後秦 / 后秦 Hòu Qín) (384-417) - conquistato dai Jin orientali
- Qin Occidentali (西秦 Xī Qín) (385-431) - conquistato dal regno di Xia
- Yan Anteriori (前燕 Qián Yàn) (349-370) - conquistato dai Qin Anteriori
- Yan Posteriori (後燕 / 后燕 Hòu Yàn) (384-409) - conquistato dagli Yan Settentrionali
- Yan Settentrionali (北燕 Bĕi Yàn) (409-439) - conquistato dai Wei Settentrionali
- Yan Meridionali (南燕 Nán Yàn) (400-410) - conquistato dai Jìn orientali
- Xia (夏 Xià) (407-431) - conquistato dai Wei Settentrionali[1]